# فنه
فنه (به اسپانیایی: Fene) یکی از دهستان‌های اسپانیا است که در Ferrol واقع شده‌است.

## خصوصیات
فنه ۲۶٫۲۹ کیلومترمربع مساحت و ۱۴٬۱۶۵ نفر جمعیت دارد.